# Wandelroute GR6
De GR6 is een Franse langeafstandswandelroute die loopt van Langon, ten zuidoosten van Bordeaux, naar het gehucht Fouillouse, in de gemeente Saint-Paul-sur-Ubaye. De wandelroute gaat door negen departementen: Gironde, Dordogne, Lot, Aveyron, Lozère, Gard, Bouches-du-Rhône, Vaucluse en Alpes-de-Haute-Provence. In nevenstaande tabel is het verloop van de route zeer globaal aangegeven. 
Vanwege droogte en het daaruit voortvloeiende gevaar voor bosbranden kunnen delen van de route 's zomers gesloten zijn: dit is met name in het oostelijke deel van de route mogelijk. De wandelaar wordt aangeraden zich bij de plaatselijke Offices de Tourisme frequent op de hoogte te stellen van de actuele situatie.  

## Afbeeldingen

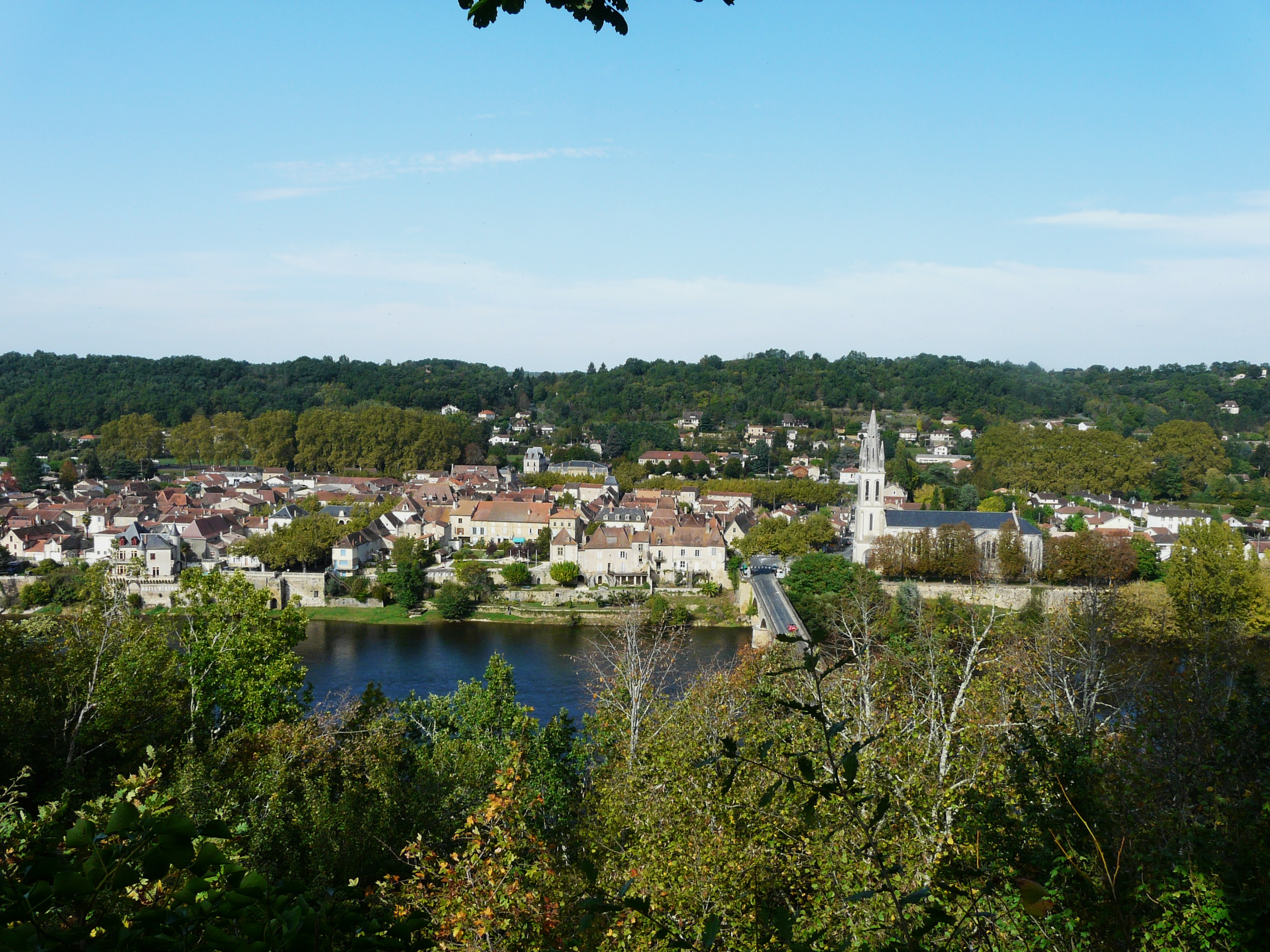
Lalinde
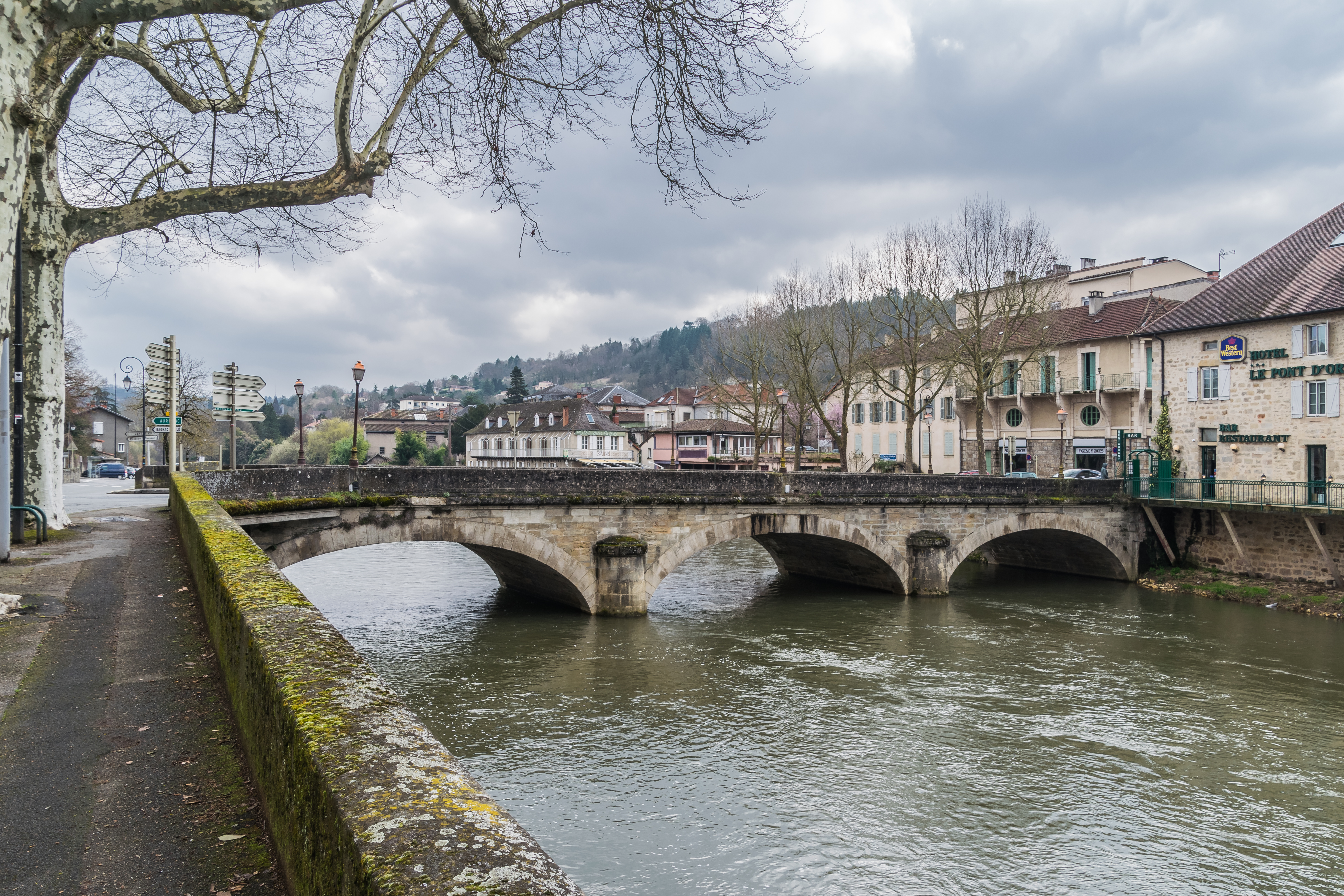
Figeac
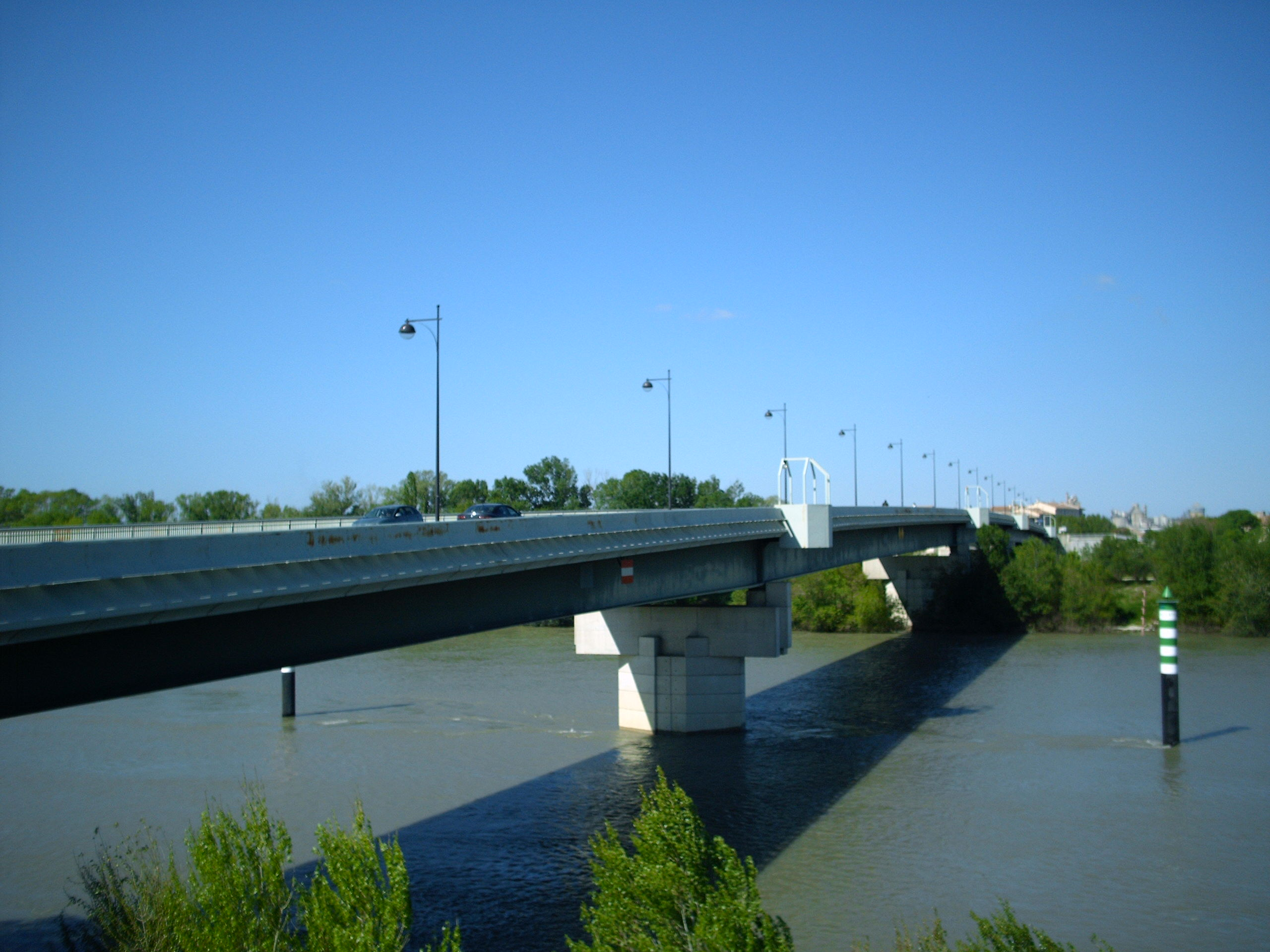
Brug over de Rhône
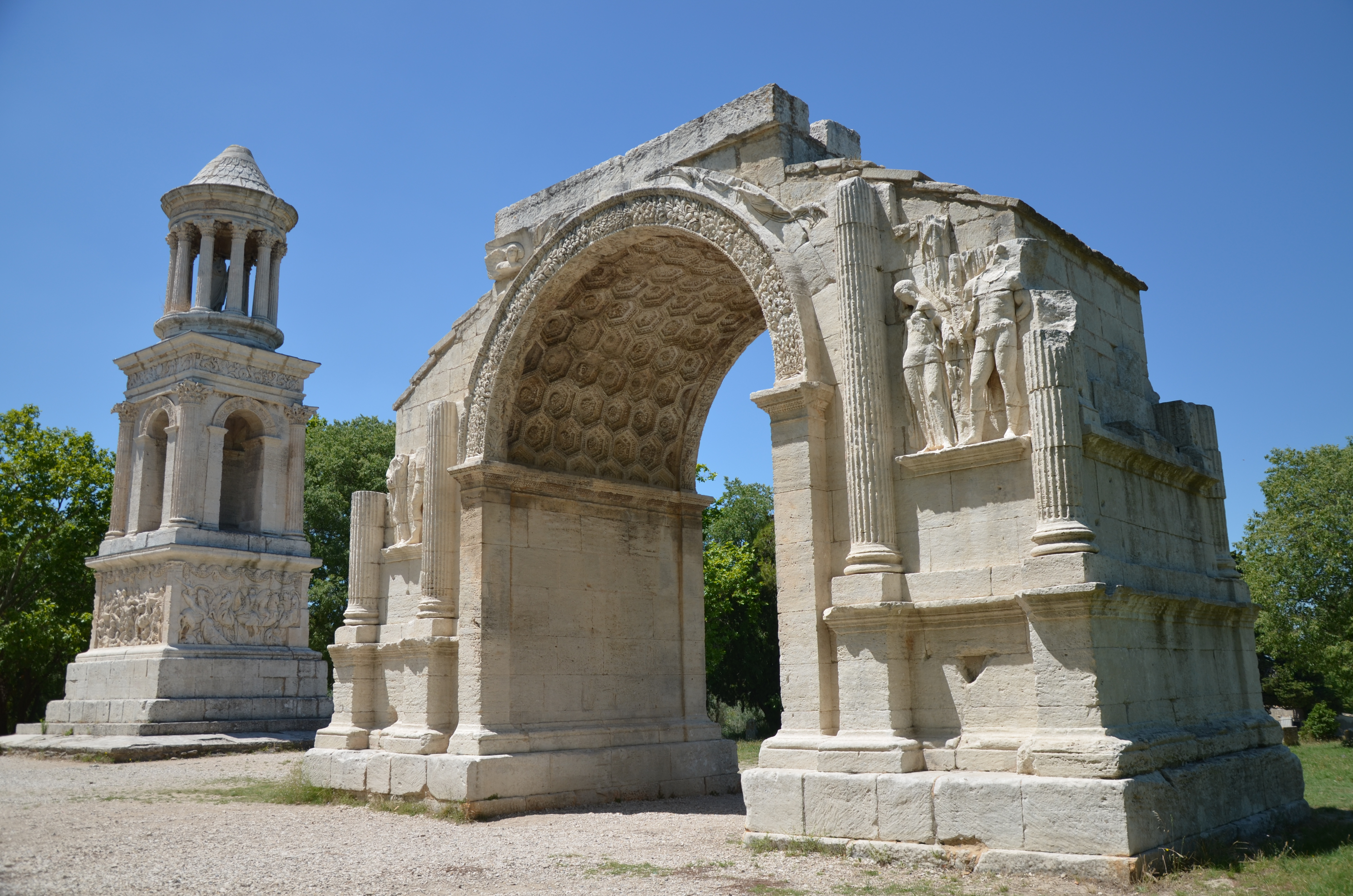
Glanum, bij Saint-Rémy-de-Provence
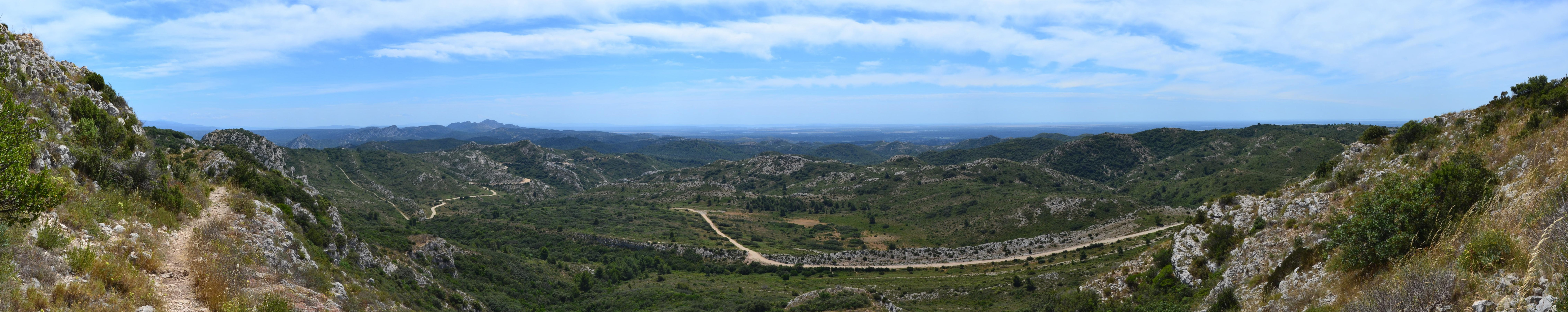
Ten zuiden van Saint-Rémy-de-Provence
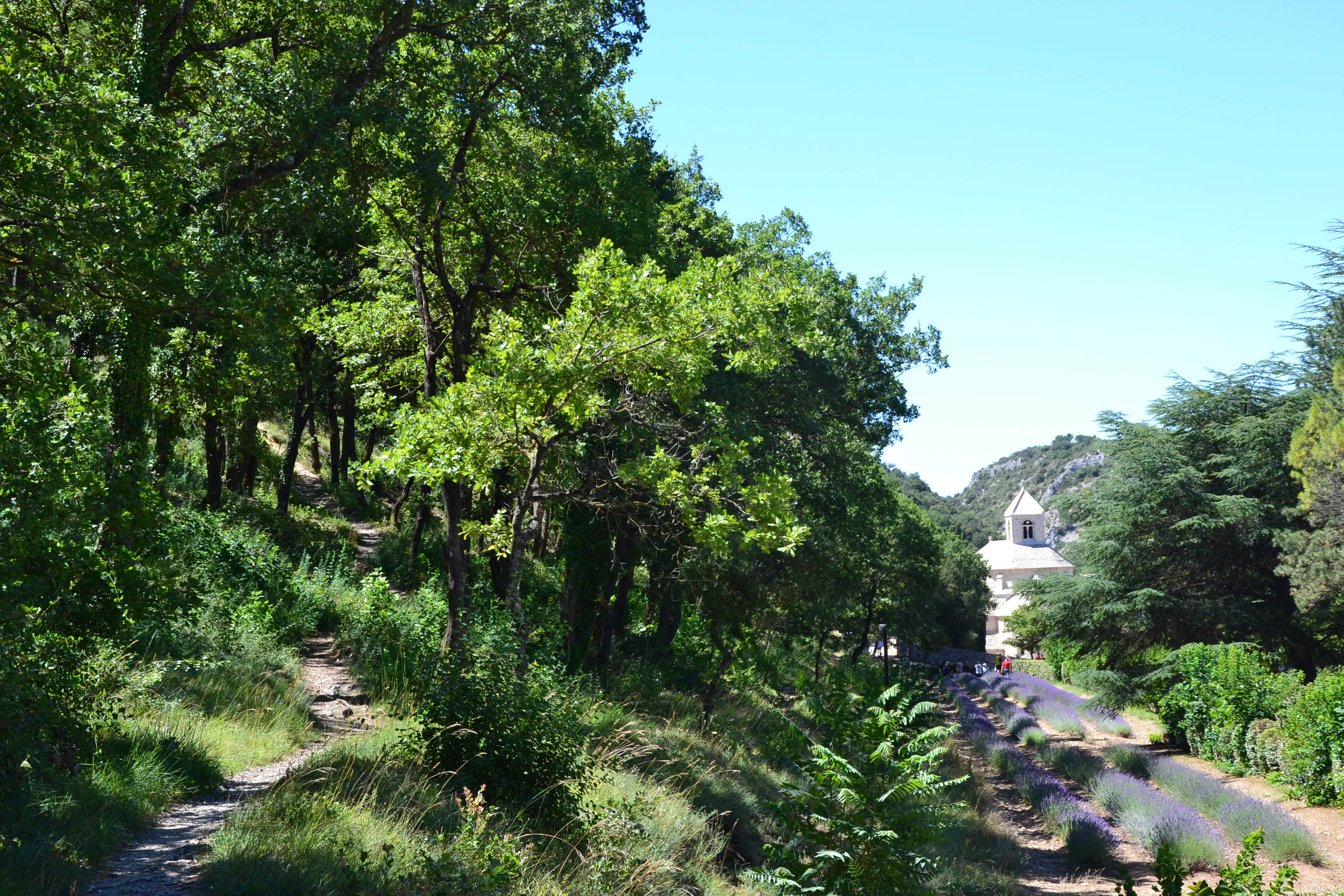
Bij de Abdij van Sénanque
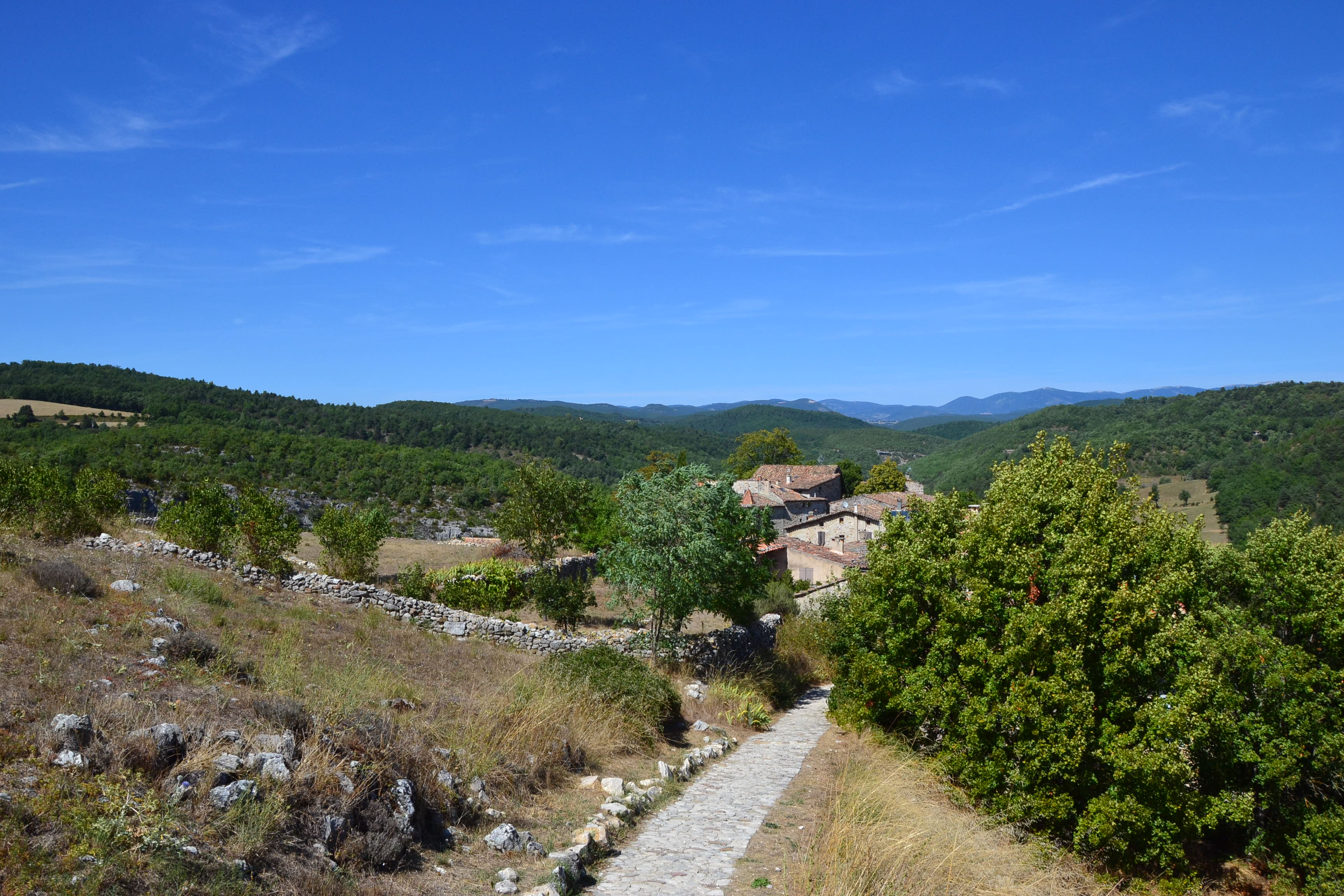
Bij Oppedette
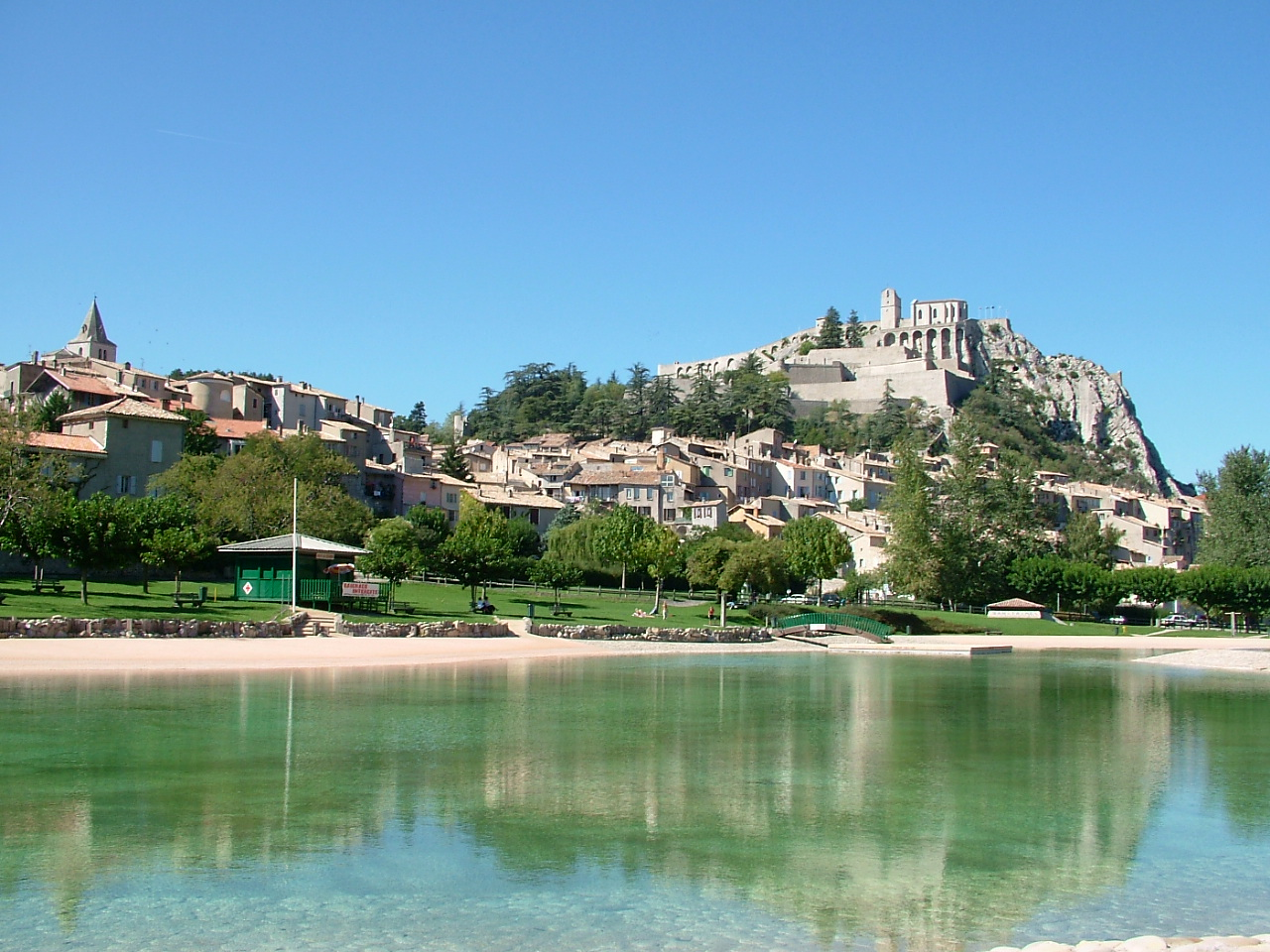
Sisteron
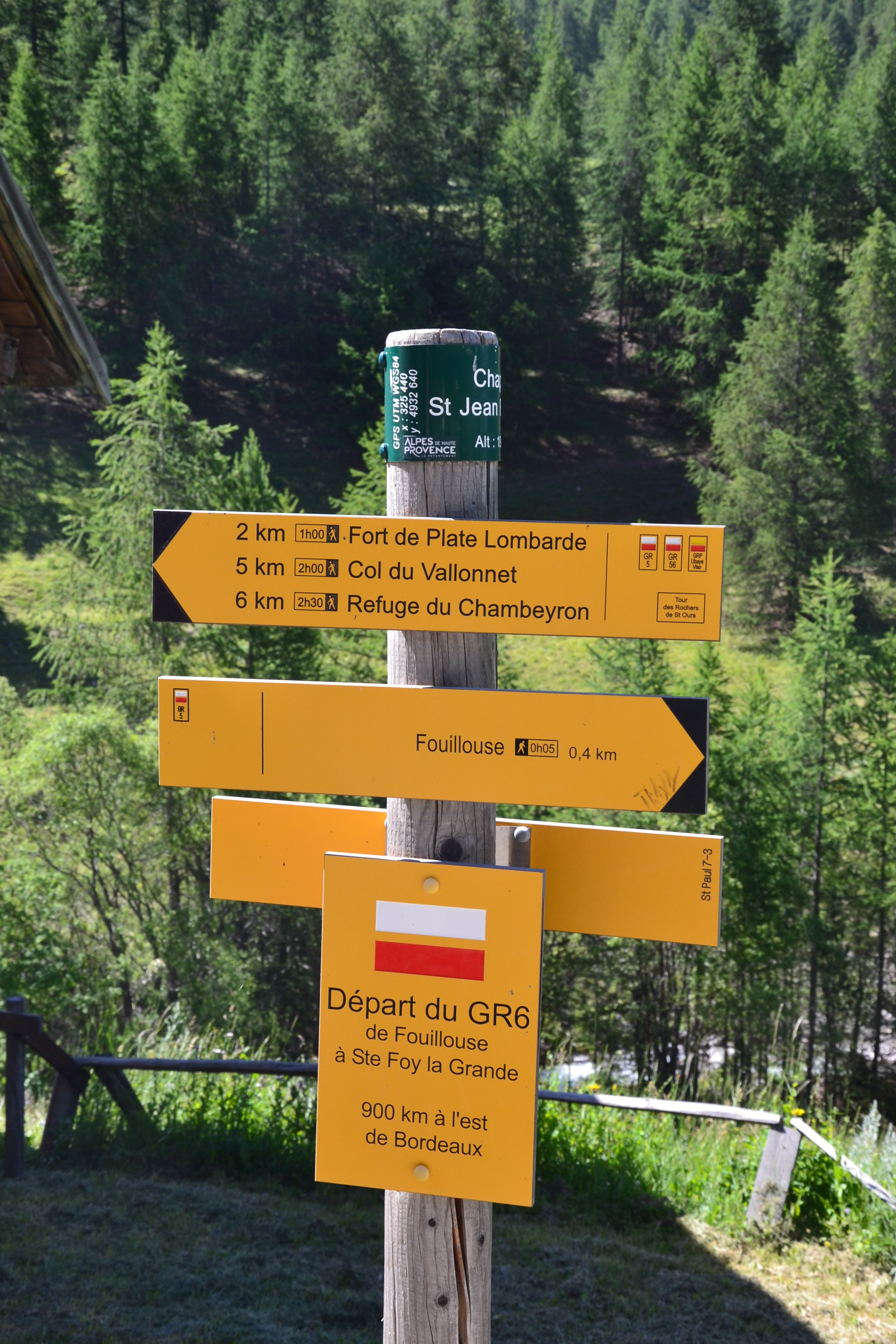
Begin- c.q. eindpunt in Fouillouse